# Huurkazerne

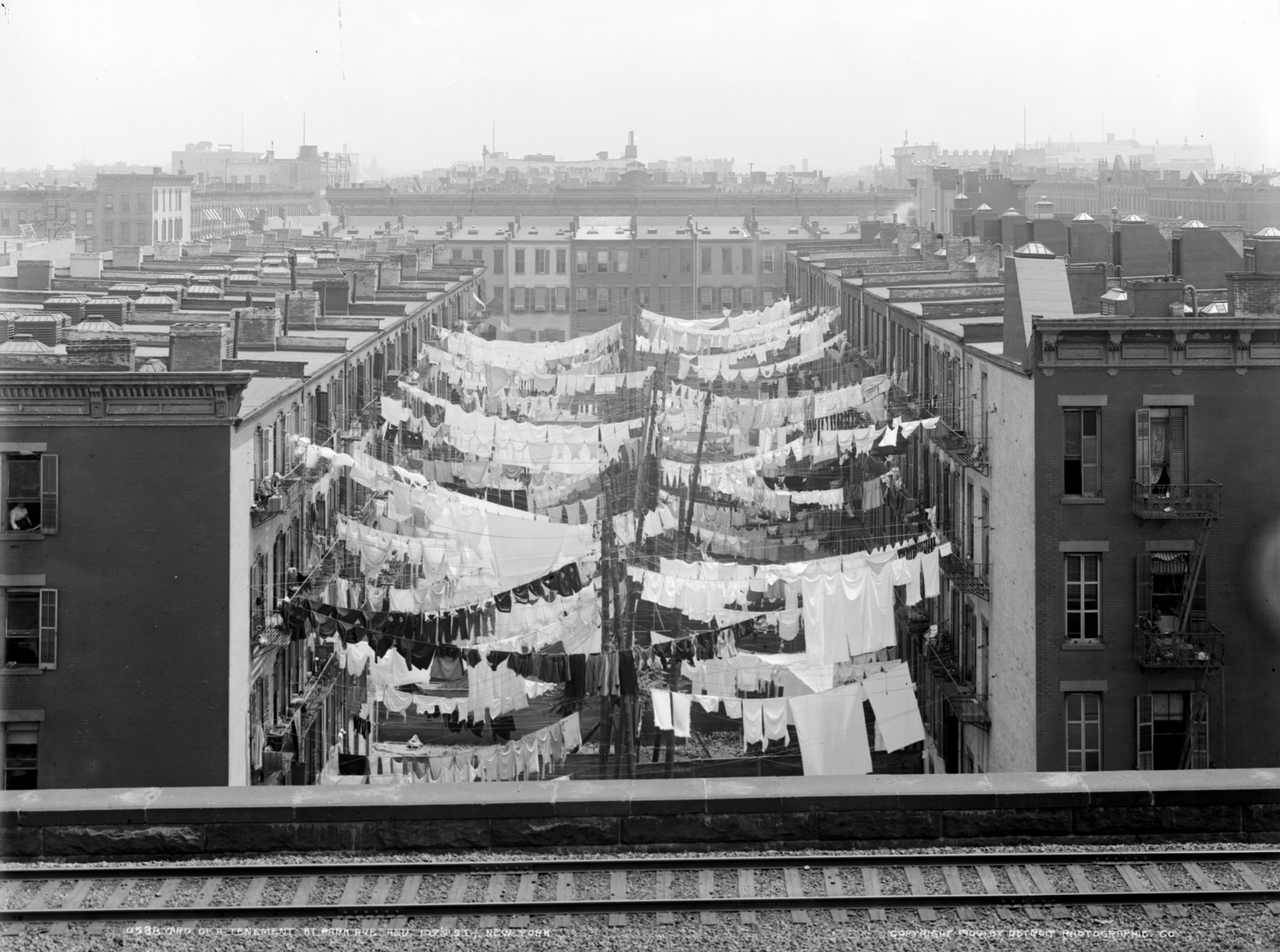
Park Avenue en 107th Street in New York rond 1900

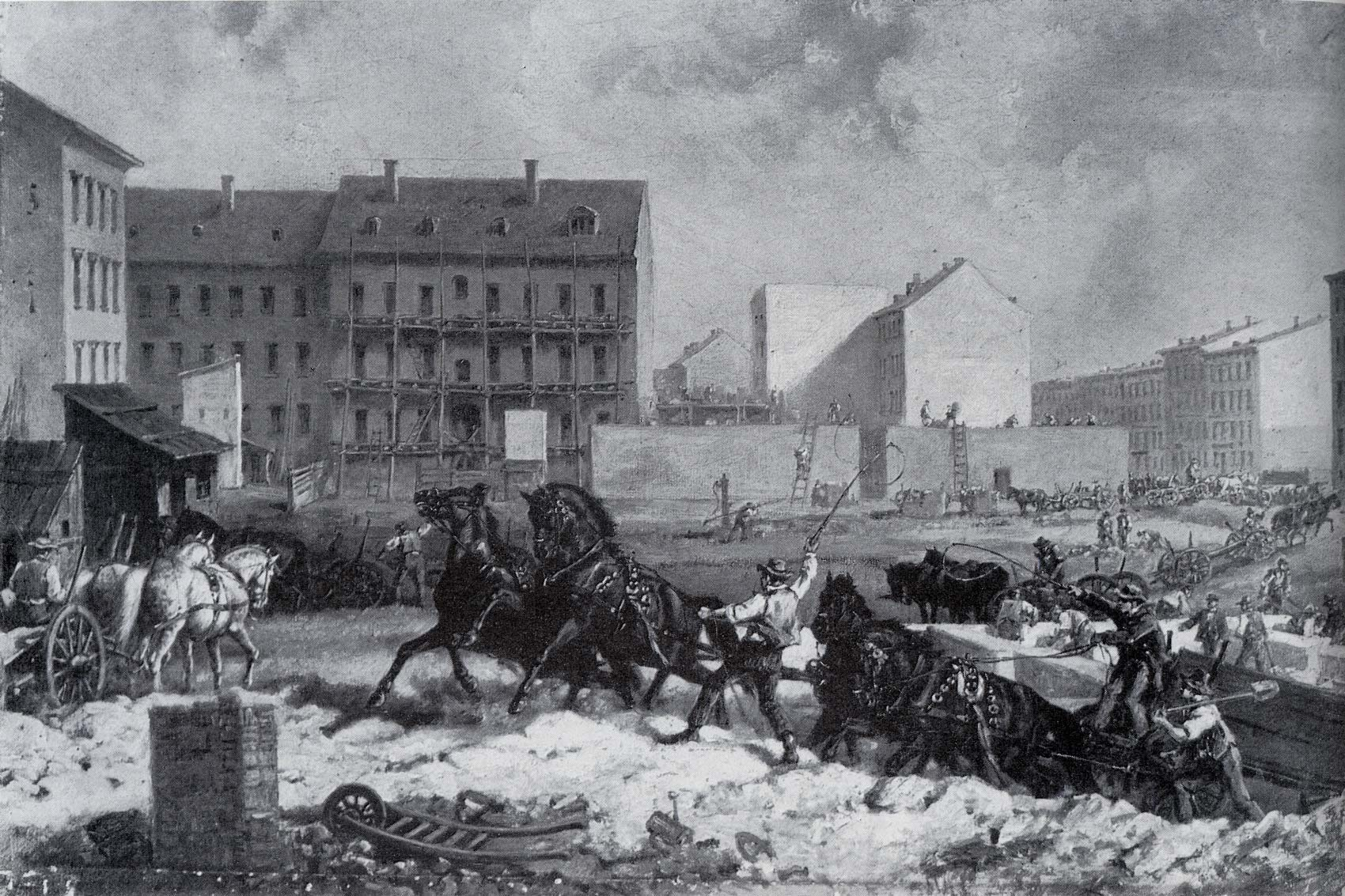
Bouw van huurkazernes in Berlijn rond 1875 (Friedrich Kaiser, Tempo der Gründerzeit)

Als huurkazerne worden appartementsgebouwen aangeduid bestaande uit meerdere verdiepingen, die vanaf de tweede helft van de achttiende eeuw werden gebouwd in voornamelijk grote steden, toen de bevolking als gevolg van de industrialisatie exponentieel groeide. De huurappartementen werden gebouwd voor arbeiders en waren eenvoudig van ontwerp en hadden een laag comfort, en vaak met beperkte sanitaire voorzieningen. De leefomstandigheden in de gebouwen werden gekenmerkt door overbevolking, vochtigheid, slechte luchtkwaliteit en armoede.